# 国会議事堂 (インド)
新国会議事堂（しんこっかいぎじどう、Sansad Bhavan、ヒンディー語: संसद भवन）は、インドのニューデリーにある連邦議会の議事堂。
インドのセントラル・ビスタ再開発プロジェクトの一環として、首都ニューデリーに新しい国会議事堂が建設され、2023年5月28日にナレンドラ・モディ首相によって開館された。
セントラル・ビスタを横切るラフィ・マーグに位置し、旧国会議事堂、ビジェイ・チョーク、インド門、国立戦争記念館、副大統領官邸、ハイデラバード・ハウス、事務局ビル、首相官邸、大臣の公邸、その他の行政機関に囲まれている。
新国会議事堂は2023年9月19日の国会特別会議中に初めて公式業務に使用され、インド議会議事堂という名称が与えられた。

## 沿革
首都機能をコルカタからニューデリーに移転する都市計画の一環として、エドウィン・ラッチェンスとハーバート・ベイカーによって設計された。1921年には建設が始まり、1927年に完成している。1927年1月18日 に完成式典がエドワード・ウッド総督によって執り行われ、翌19日から第3回立法参事会が開かれた。
2001年12月13日にイスラム主義組織のラシュカレトイバとジャイシュ＝エ＝ムハンマドによる襲撃事件が起こり、警察官などが犠牲となった。

### 建物の更新
セントラル・ビスタ再開発計画の一環で、新たな国会議事堂が旧国会議事堂の横に建設された。
2023年5月28日、ナレンドラ・モディ首相が出席し、開館式が開催された。

## ギャラリー

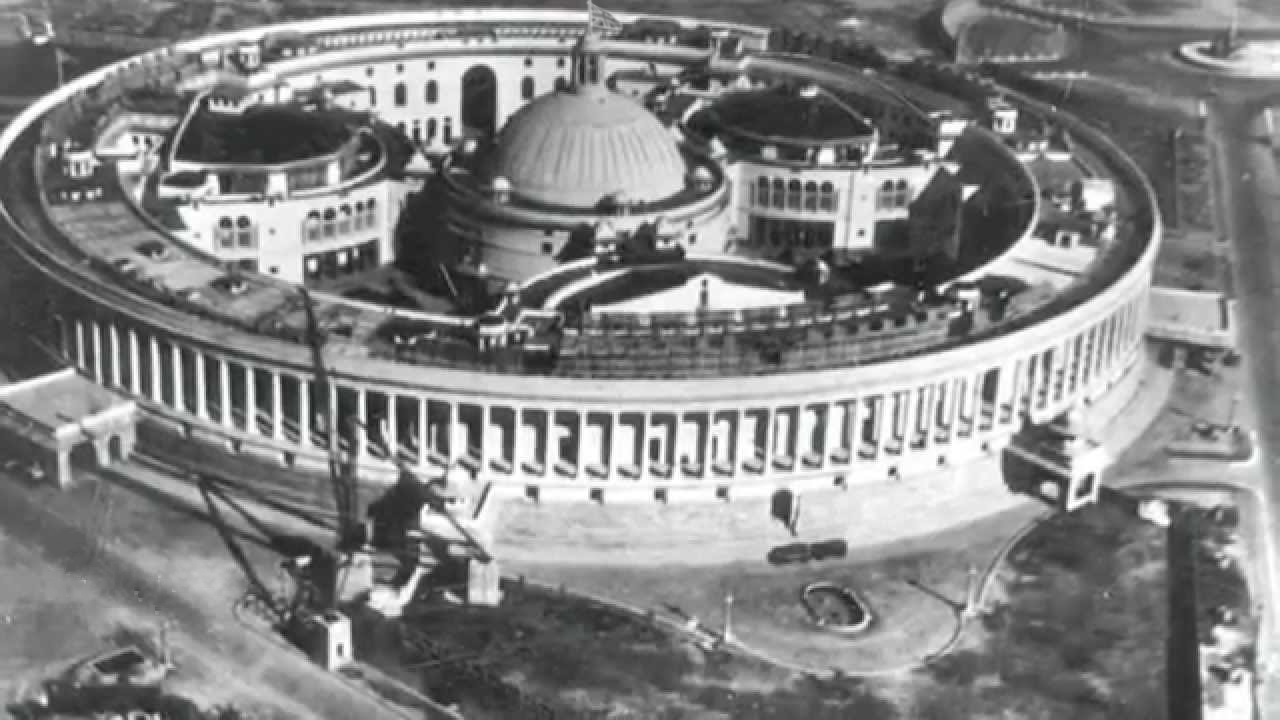
上空から見た旧国会議事堂（英語版）（1926年）
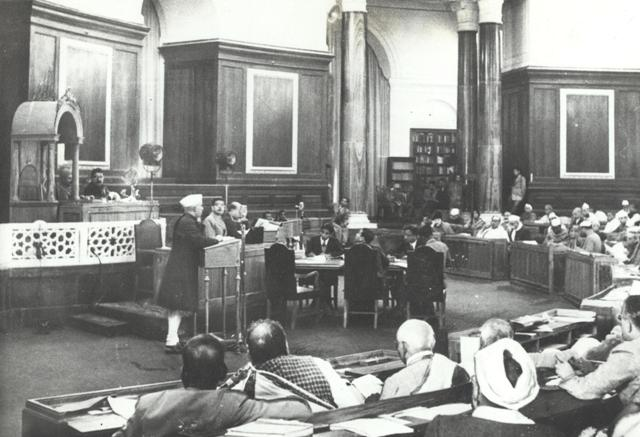
旧国会議事堂の制憲議会で演説するジャワハルラール・ネルー
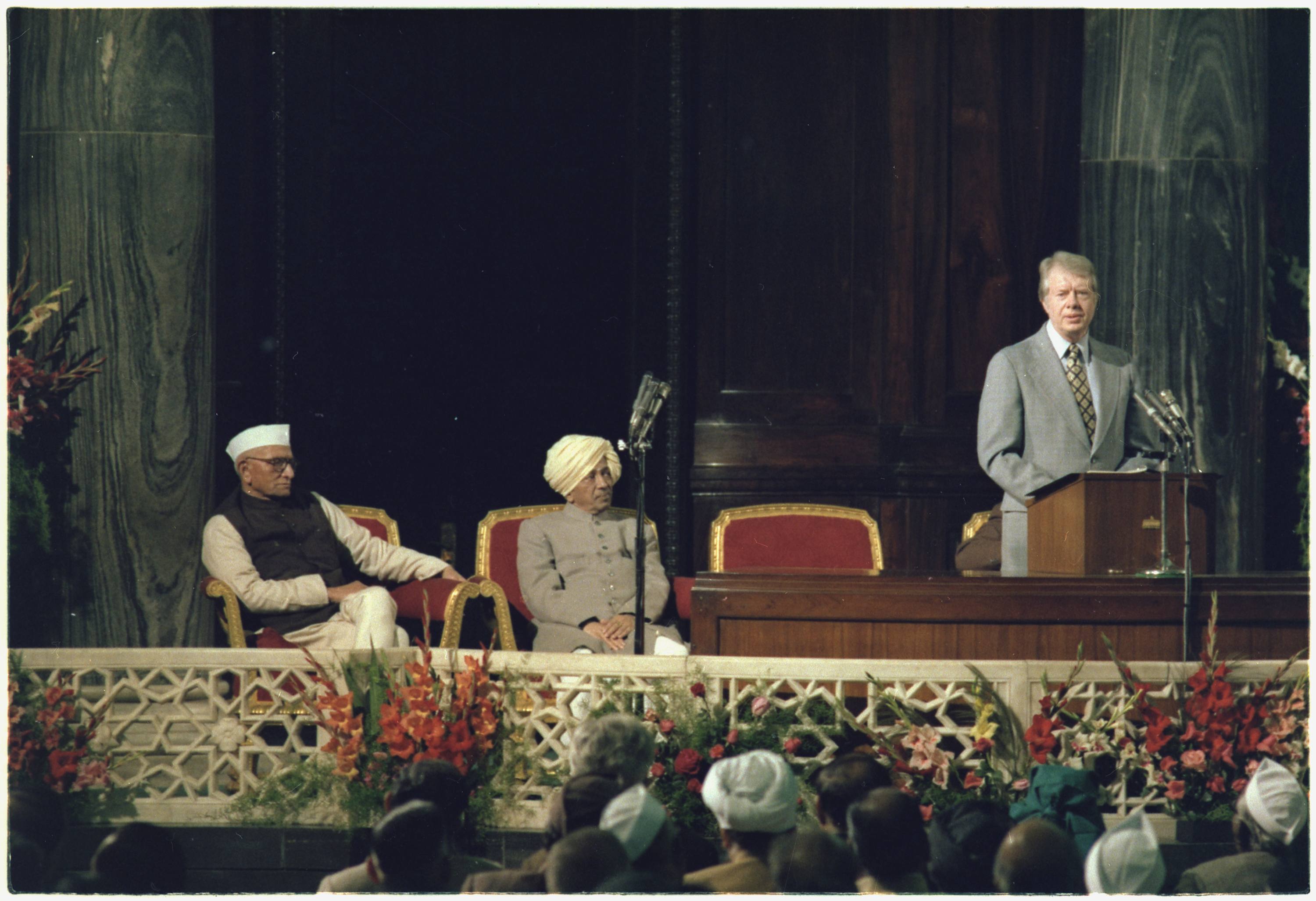
演説するジミー・カーター米大統領とモラルジー・デーサーイー首相
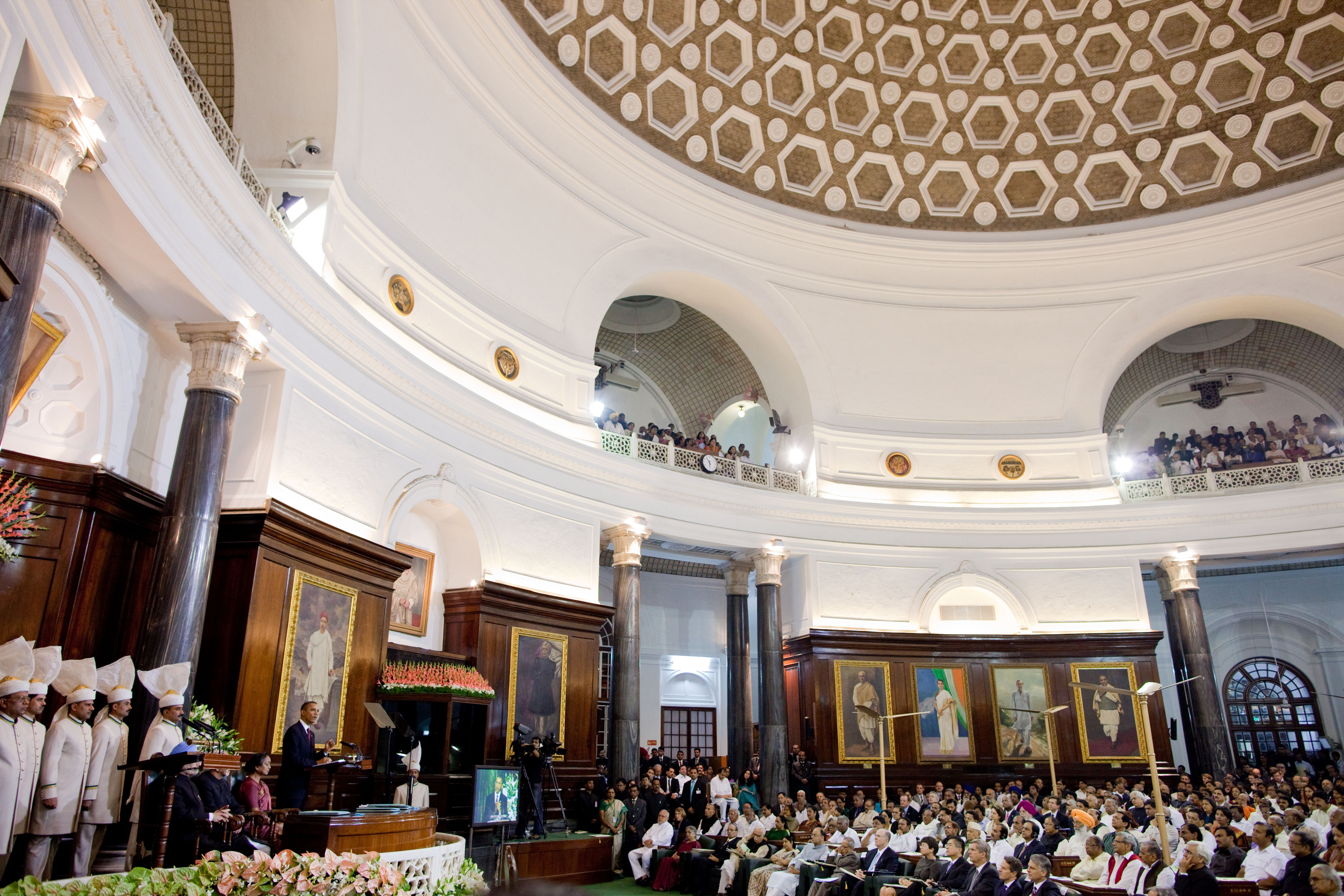
演説するバラク・オバマ米大統領